# 黃國昌罷免案
時代力量黨籍政治人物黃國昌，在擔任新北市第十二選舉區第9屆立法委員任內，被安定力量主席孫繼正依《公職人員選舉罷免法》程序提起罷免，簡稱罷昌案。投票於2017年12月16日進行，總投票人數為70,924人。最終結果為同意票48,693票，不同意票21,748票，無效票483票，投票率為27.75%。由於有效同意票數未達新北市第十二選舉區選舉人總數四分之一以上（63,888），因此罷免失敗，黃國昌續任立法委員，且不得再於剩餘任期内對其罷免。

## 規則
依照《公職人員選舉罷免法》第九十條第一項，罷免投票的通過門檻必須同時符合以下兩條件：
1. 有效同意票數多於不同意票。
2. 同意票數達原選舉區選舉人總數四分之一以上（63,888）。

## 罷免案日程
| 日期             | 事項               |
| ---------------- | ------------------ |
| 2017年10月31日   | 罷免案成立         |
| 2017年11月11日前 | 被罷免人提出答辯書 |
| 2017年11月16日前 | 發布罷免公告       |
| 2017年11月26日   | 投票人名冊編造完成 |
| 2017年12月6日    | 公辦電視罷免說明會 |
| 2017年12月12日前 | 公告罷免投票人人數 |
| 2017年12月16日   | 投票、開票         |
| 2017年12月19日前 | 審定罷免投票結果   |
| 2017年12月19日前 | 公告罷免投票結果   |

## 理由與答辯

### 罷免理由書
由安定力量主席孫繼正所提出之罷免理由書如下：
1. 公開主張還權於民，私底下卻踐踏民意、羞辱選民
2. 選前隱瞞同婚修法，選後力推未向鄉親說明，不適格成為本區民意代表
3. 攸關民眾權益，為何要迴避？為何棄權？
4. 說一套做一套，表裡不一致！
5. 不誠實，閃避道德瑕疵
6. 髮夾說彎就彎，前後不一致！
7. 兩種態度、兩套標準，沒有原則

### 罷免答辯書
黃國昌提出之答辯書綱要如下：
1. 真相只能基於事實
2. 做為國會議員的責任
3. 時代力量在國會的工作

## 電視說明會
電視說明會將於2017年12月6日上午10時開始，由新北市選舉委員會主辦，並由汐止觀天下電視台協助轉播。這也是臺灣史上第一場罷免說明會。

## 連署結果
|                          | 個數       | ％         | 占選舉人數％ |
| ------------------------ | ---------- | ---------- | ------------ |
| 選舉人數                 | 251,191    | 100.00     | 100.00       |
| 第二階段罷免連署門檻人數 | 25,120     | 10.00      | 10.00        |
| 合格數                   | 26,380     | 82.64      | 10.50        |
| 不合格數                 | 5,542      | 17.36      | 2.21         |
| 總連署人數               | 31,922     | 100.00     | 12.71        |
| 結果                     | 罷免案成立 | 罷免案成立 | 罷免案成立   |

## 投票結果
|          |            | 個數                     | ％                       | 占選舉人數％             |
| -------- | ---------- | ------------------------ | ------------------------ | ------------------------ |
| 選舉人數 | 選舉人數   | 255,551                  | 100.00                   | 100.00                   |
| 門檻票數 | 門檻票數   | 63,888                   | 25.00                    | 25.00                    |
|          | 同意票數   | 48,693                   | 69.13                    | 19.05                    |
|          | 不同意票數 | 21,748                   | 30.87                    | 8.51                     |
| 有效票數 | 有效票數   | 70,441                   | 99.32                    | 27.56                    |
| 無效票數 | 無效票數   | 483                      | 0.68                     | 0.19                     |
| 總投票數 | 總投票數   | 70,924                   | 100.00                   | 27.75                    |
| 結果     | 結果       | 否決（同意票數未達門檻） | 否決（同意票數未達門檻） | 否決（同意票數未達門檻） |

### 選舉區內行政區投票結果
| 市轄區                             | 選舉人數 | 同意票數 | 占選舉人數％ | 與選舉人數25％差距 | 不同意票數 | 與同意票數差距 | 占有效票數％ | 有效票數 | 無效票數 | 投票人數 | 投票率（％） |
| ---------------------------------- | -------- | -------- | ------------ | ------------------ | ---------- | -------------- | ------------ | -------- | -------- | -------- | ------------ |
| 金山區                             | 18,294   | 2,614    | 14.29        | -1,960             | 1,667      | -947           | 38.94        | 4,281    | 18       | 4,299    | 23.50        |
| 萬里區                             | 18,574   | 2,707    | 14.57        | -1,937             | 1,204      | -1,503         | 30.78        | 3,911    | 31       | 3,942    | 21.22        |
| 汐止區                             | 162,424  | 33,907   | 20.88        | -6,699             | 15,483     | -18,424        | 31.35        | 49,390   | 299      | 49,689   | 30.59        |
| 平溪區                             | 4,236    | 674      | 15.91        | -385               | 247        | -427           | 26.82        | 921      | 15       | 936      | 22.10        |
| 瑞芳區                             | 33,216   | 5,865    | 17.66        | -2,439             | 1,995      | -3,870         | 25.38        | 7,860    | 64       | 7,924    | 23.86        |
| 雙溪區                             | 7,801    | 1,535    | 19.68        | -416               | 470        | -1,065         | 23.44        | 2,005    | 29       | 2,034    | 26.07        |
| 貢寮區                             | 11,006   | 1,391    | 12.64        | -1,361             | 682        | -709           | 32.90        | 2,073    | 27       | 2,100    | 19.08        |
| 得票數據以中央選舉委員會公佈為準。 |          |          |              |                    |            |                |              |          |          |          |              |

## 反應

### 支持罷免
- 2016年
  - 12月26日，中國國民黨前立委邱毅表示：「黃國昌很快便現出原形，因為他支持同性戀婚姻」[12]。
- 2017年
  - 4月8日，中國國民黨前政策會執行長蔡正元表示：「呼籲國民黨一起投入罷免黃國昌的連署」[13]。
  - 8月4日，反年金改革人士李來希表示：「黃國昌選前選後兩張臉，品格低下，侵害軍公教人員與選民公民權利，已不適格擔任民意代表，是時候踐行直接民權把他拉下來的時候了」[14]。
  - 10月27日，中國國民黨文傳會主委李明賢表示：「國民黨支持罷免黃國昌」[15]。
  - 11月10日，前總統府副秘書長羅智強表示：「該給黃國昌這樣的政客一個教訓」[16]。同日，黃復興黨部前書記長胡筑生表示：「罷昌已成掀開政治最後一塊黑布」[17]。

### 反對罷免
- 2017年
  - 11月10日，太陽花學運領袖林飛帆、導演王小棣、中研院前院長李遠哲、前大法官許玉秀、導演柯一正、前國策顧問郝明義、主持人鄭弘儀、總統府資政蕭新煌等人，在網路發起「台灣要進步，要你這一票：請跟我們一起挺國昌」連署活動[18]。
  - 11月19日起，10天左右，共有500多位法律人具名聯署挺黃國昌[19]。
  - 12月2日，前總統李登輝表示：「不應該啦，罷免黃國昌，很不對，很不像話，作法不對」[20]。
  - 12月7日，社會民主黨黨主席范雲、綠黨召集人王浩宇、台灣團結聯盟黨主席劉一德及台灣基進黨主席陳奕齊發表聯合聲明：「第三勢力站出來，反對罷免黃國昌」[21]。
  - 12月10日，姚立明表示：「他們竟然挑立院第一名的立委來罷免!? 那一定不會成功」[22]。
  - 12月15日，楊儒門陪同黃國昌掃街[23]。